# Список конструкторских бюро СССР и России
Список содержит перечень оборонных конструкторских бюро СССР и России.
| Отрасль          | Текущая организация                                    | ОКБ       | Номер | Создан на базе организации             | Наименования                                                                   | Продукция             |
| ---------------- | ------------------------------------------------------ | --------- | ----- | -------------------------------------- | ------------------------------------------------------------------------------ | --------------------- |
| Ракетная техника | ПАО РКК «Энергия» им. С. П. Королева                   | ОКБ-1     | 001   | отдел № 3 НИИ-88/ЦНИИ машиностроения   | ОКБ-1 НИИ-88 ОКБ-1 МОП ЦКБЭМ НПО «Энергия»                                     | БР, РН                |
| Ракетная техника | МКБ «Факел»                                            | ОКБ-2     | 002   | отдел № 4 НИИ-88 / ЦНИИ машиностроения | ОКБ-2 МКБ «Факел»                                                              | ЗУР                   |
| Ракетная техника |                                                        | ОКБ-3     | 003   | НИИ-88/ЦНИИ машиностроения             |                                                                                | ЖРД                   |
| Ракетная техника | ФГУП «КБ „Арсенал“ имени М. В. Фрунзе»                 | ЦКБ-7     | 007   |                                        | ЦКБ-7 КБ «Арсенал»                                                             | АУ, БР, РДТТ          |
| Ракетная техника | ОКБ «Новатор»                                          | ОКБ-8     | 008   |                                        |                                                                                | ЗУР                   |
| Ракетная техника | ОАО "ВПК «НПО машиностроения»                          | ОКБ-52    | 052   |                                        | НИИ-642 ЦКБ машиностроения (ЦКБМ) НПО машиностроения ФГУП «НПО машиностроения» | БР, КР                |
| Ракетная техника | ФГУП «МИТ»                                             |           |       |                                        | НИИ-1 ФГУП «Московский институт теплотехники»                                  | БР                    |
| Ракетная техника | НПО «Вымпел»                                           | ОКБ-134   | 134   |                                        | ГОСНИИ-642 ОКБ «Вымпел»                                                        | БР                    |
| Ракетная техника | ОАО «ГосМКБ „Радуга“ им. А. Я. Березняка»              | ОКБ-155-1 | 155-1 |                                        | филиал ОКБ-155 ОКБ 155-1 МКБ «Радуга»                                          | КР                    |
| Ракетная техника | ОАО «ГРЦ Макеева»                                      | СКБ-385   | 385   |                                        | СКБ-385 ГРЦ                                                                    | БР                    |
| Ракетная техника | ОАО «НПО Энергомаш имени академика В. П. Глушко»       | ОКБ-456   | 456   |                                        | ОКБ-456 НПО «Энергомаш»                                                        | ЖРД                   |
| Ракетная техника | ГП «КБ „Южное“ имени М. К. Янгеля»                     | ОКБ-586   | 586   |                                        | ОКБ-586 КБ «Южное»                                                             | БР                    |
| Ракетная техника | ФГУП КБ машиностроения (Коломна)                       |           |       |                                        | КБМ                                                                            | ПЗРК, ОТРК, ПТРК, КАЗ |
| Ракетная техника | Конструкторское бюро приборостроения (Тула)            |           |       |                                        |                                                                                |                       |
| Ракетная техника | ОАО «Конструкторское бюро специального машиностроения» |           |       |                                        |                                                                                |                       |

Авиационно-космическая отрасль
- ОКБ-1 — Королёв, Сергей Павлович
- СБ-1 (МКБ «Стрела») — Берия
- СБ-1 (ЦКБ «Алмаз»)
- НИИ-1 ((РНИИ), Московский институт теплотехники)
филиал № 1 (ОКБ-293 — разработка ЖРД и ВРД)
филиал № 2 (КБ-2 МСХМ) — разработка реактивных снарядов)
  - ОКБ-2 — Надирадзе, Александр Давидович
- ОКБ-2-155 (филиал ОКБ-155, МКБ «Радуга») — Березняк, Александр Яковлевич
- ОКБ-2 (МКБ «Факел») — Грушин, Пётр Дмитриевич
- ОКБ-4 (КБ «Молния»)
- ЦКБ-7 (КБ «Арсенал»)
- ОКБ-8 (ОКБ «Новатор») — Люльев, Лев Вениаминович
- НИИ-10 (ГосНПО «Альтаир»)
- ОКБ-15 — Шпитальный, Борис Гавриилович (до 1955); Тихомиров, Виктор Васильевич
- ОКБ-16 (КБ точного машиностроения) — А. Э. Нудельман
- ОКБ-16-2 (Газодинамическая лаборатория — ГДЛ)
- ЦКБ-17 («Вега»)
- ЦКБ-20 (НИЭМИ)
- ОКБ-21 — Алексеев, Семён Михайлович
- ОКБ-21 — Лавочкин, Семён Алексеевич (г. Горький, с ноября 1940 по октябрь 1945 г.)
- ОКБ-23 — Мясищев, Владимир Михайлович
- ОКБ-29 — Омское МКБ (перв. руковод. — Глушенков В. А.)
- НИИ-30 — отдел по реактивным снарядам
- СКБ-30 (ЦНПО «Вымпел»)
- ОКБ-43 (рук. И. И. Торопов)
- ОКБ-49 — Бериев, Георгий Михайлович
- ОКБ-51 — 1940...1944 - Поликарпов, Николай Николаевич, 1944...1953 - Челомей, Владимир Николаевич, с 1953 - Сухой, Павел Осипович
- ОКБ-52 — Челомей, Владимир Николаевич (НПО машиностроения)
- КБ-82 (МКБ «Буревестник») - Потопалов, Александр Васильевич
- ОКБ-86 — Бартини, Роберт Людвигович
- ОКБ-115 — Яковлев, Александр Сергеевич
- ОКБ-134 (ГосМКБ «Вымпел»)
- НИИ-147 (ГНПП «Сплав»)
- ОКБ-153 — Антонов, Олег Константинович
- ОКБ-155 — Микоян, Артем Иванович, и Гуревич, Михаил Иосифович
- ОКБ-156 — Туполев, Андрей Николаевич
- СКБ-203 (ГСКБ компрессорного машиностроения)
- ОКБ-256
- ОКБ-276 — Кузнецов, Николай Дмитриевич
- ОКБ-293 (ГосМКБ «Вымпел») — Бисноват, Матус Рувимович
- ОКБ-301 — Лавочкин, Семён Алексеевич (с октября 1945 г.)
- СКБ-385 — Макеев, Виктор Петрович
- ОКБ-456 — Глушко, Валентин Петрович (КБ энергетического машиностроения — КБЭМ, НПОЭМ, НПО «Энергомаш»)
- ОКБ-478 — Ивченко, Александр Георгиевич
- ОКБ-482 — Мясищев, Владимир Михайлович
- ОКБ-586 — Янгель, Михаил Кузьмич (КБ «Южное»)
- НИИ-642 (ОКБ «Вымпел»)
- СКБ-733 (ГСКБ «Спецмаш») — Бармин, Владимир Павлович
- ОКБ-918 — Северин, Гай Ильич (НПП «Звезда»)
- ОКБ-938 — Камов, Николай Ильич

- ОКБ МЭИ — Особое Конструкторское Бюро Московского энергетического института.
- ОСКБЭС МАИ — Отраслевое специальное конструкторское бюро экспериментального самолетостроения Московского авиационного института .

| Отрасль                                                 | Текущая организация                                                      | ОКБ                                                     | Номер | Создан на базе организации                                            | Наименования                                                       | Продукция                                              |
| ------------------------------------------------------- | ------------------------------------------------------------------------ | ------------------------------------------------------- | ----- | --------------------------------------------------------------------- | ------------------------------------------------------------------ | ------------------------------------------------------ |
| Судостроение                                            | ОАО «Астраханское центральное конструкторское бюро»                      |                                                         |       |                                                                       |                                                                    |                                                        |
| Кораблестроение                                         | ОАО КБ машиностроения (Москва)                                           |                                                         |       |                                                                       |                                                                    |                                                        |
| Кораблестроение                                         | Санкт-Петербургское морское бюро машиностроения «Малахит»                |                                                         |       | СКБ-143, ЦПБ «Волна» (ЦКБ-16)                                         |                                                                    |                                                        |
| Кораблестроение                                         | Центральное конструкторское бюро морской техники «Рубин»                 |                                                         |       |                                                                       |                                                                    |                                                        |
| Кораблестроение                                         | Проектно-конструкторское бюро «Невское»                                  |                                                         |       |                                                                       |                                                                    |                                                        |
| Кораблестроение                                         | Центральное Морское Конструкторское Бюро «Алмаз»                         |                                                         |       | СКБ-5, ЦКБ-5                                                          |                                                                    |                                                        |
| Авиационные двигатели                                   | Омское моторостроительное конструкторское бюро                           | ОКБ-29                                                  | 029   | Омское моторостроительное объединение им. П. И. Баранова (Завод № 29) | ОКБ-29, ОМКБ, ОАО «Омское моторостроительное конструкторское бюро» | ГТД                                                    |
| Авиационные двигатели                                   | Пермский моторостроительный комплекс (Пермь)                             |                                                         |       |                                                                       |                                                                    | ГТД                                                    |
| Разработка бронетанковой техники, бронетанковая техника | Харьковское конструкторское бюро машиностроения                          |                                                         |       |                                                                       |                                                                    |                                                        |
| Авиационные двигатели                                   | ЗМКБ «Прогресс» им. академика А. Г. Ивченко (Запорожье)                  |                                                         |       |                                                                       |                                                                    |                                                        |
|                                                         | Конструкторское бюро радиостроения (Жуковский)                           |                                                         |       |                                                                       |                                                                    |                                                        |
|                                                         | Особое конструкторское бюро космического приборостроения (Баку)          |                                                         |       |                                                                       |                                                                    |                                                        |
| Дирижаблестроение                                       | Долгопрудненское конструкторское бюро автоматики                         | ФГУП «Долгопрудненское конструкторское бюро автоматики» |       | ОКБ-424                                                               |                                                                    | дирижабли, стратостаты, метеозонды, авиационные кресла |
|                                                         | Специализированное конструкторское бюро программируемых средств и систем |                                                         |       |                                                                       |                                                                    |                                                        |
|                                                         | ОАО «Конструкторское бюро химавтоматики» (Воронеж)                       |                                                         |       |                                                                       |                                                                    |                                                        |
|                                                         | ОКБМ им. И. И. Африкантова                                               |                                                         |       |                                                                       |                                                                    |                                                        |
|                                                         | ОКБ имени Яковлева                                                       |                                                         |       | ОКБ 115                                                               | Московский машиностроительный завод «Скорость»                     |                                                        |
|                                                         | ОКБ Звезда                                                               |                                                         |       |                                                                       |                                                                    |                                                        |
|                                                         | НПО машиностроения                                                       |                                                         |       | ОКБ-52 МАП, ЦКБМ МОМ                                                  |                                                                    |                                                        |
| Системы управления                                      | НПО автоматики им Н. А. Семихатова                                       | НИИ-592                                                 |       | СКБ-626                                                               | СКБ-626 НИИ-592 НПО автоматики                                     | СУ БРПЛ                                                |
|                                                         | НПО «Электроприбор»                                                      | ОКБ-692                                                 | 692   |                                                                       | КБ электроприборостроения                                          | СУ МБР                                                 |
| Наземное оборудование РК, Артиллерия                    | ФГУП ЦКБ «Титан»                                                         | СКБ-221                                                 | 221   |                                                                       | СКБ-221, ОКБ-221, ЦКБ «Титан»                                      | Пусковые установки, Артиллерийские орудия              |
| Снегоболотоходная техника                               |                                                                          | СКБ                                                     |       |                                                                       | ОАО МК «Витязь»                                                    | Двухзвенные транспортёры                               |
| Приборостроение                                         | [http://www.tarusa.ru/skbkp/ (недоступная+ссылка) СКБ КП ИКИ РАН]        | ОКБ ИКИ                                                 |       |                                                                       |                                                                    | Приборы для КА                                         |